# Liste der Biografien/Berm
Liste der Biografien |
Portal Biografien |
Personensuche
# |
A |
B |
C |
D |
E |
F |
G |
H |
I |
J |
K |
L |
M |
N |
O |
P |
Q |
R |
S |
T |
U |
V |
W |
X |
Y |
Z |
?
 
Ba |
Be |
Bd |
Bg |
Bh |
Bi |
Bj |
Bl |
Bm |
Bn |
Bo |
Br |
Bs |
Bu |
Bw |
By |
Bz
 
Bea–Beb |
Bec |
Bed |
Bee |
Bef |
Beg |
Beh |
Bei |
Bej |
Bek |
Bel |
Bem |
Ben |
Beo |
Bep |
Beq |
Ber |
Bes |
Bet |
Beu |
Bev |
Bew |
Bex |
Bey |
Bez
 
Bera |
Berb |
Berc |
Berd |
Bere |
Berf |
Berg |
Berh |
Beri |
Berj |
Berk |
Berl |
Berm |
Bern |
Bero |
Berq |
Berr |
Bers |
Bert |
Beru |
Berv |
Berw |
Berx |
Bery |
Berz
Die Liste der Biografien führt alle Personen auf, die in der deutschsprachigen Wikipedia einen Artikel haben. Dieses ist eine Teilliste mit 111 Einträgen von Personen, deren Namen mit den Buchstaben „Berm“ beginnt.

## Berm

### Berma
- Berman, Adolf (1906–1978), polnisch-israelischer Politiker und Aktivist, Mitglied des Sejm
- Berman, Ahmet (1931–1980), türkischer Fußballspieler
- Berman, Antoine (1942–1991), französischer Kritiker, Philosoph und Translatologe
- Berman, Bart (* 1938), niederländisch-israelischer Pianist
- Berman, Boris (* 1948), russischer Pianist, Cembalist und Musikpädagoge
- Berman, Boris Dawydowitsch (1901–1939), Leitender Mitarbeiter der sowjetischen Geheimpolizei NKWD
- Berman, Brigitte (* 1952), deutsch-kanadische Dokumentarfilmerin
- Berman, David (1903–1957), US-amerikanischer Mafioso
- Berman, David (* 1973), US-amerikanischer Schauspieler und WissenschaftlerDavid Berman (* 1973)

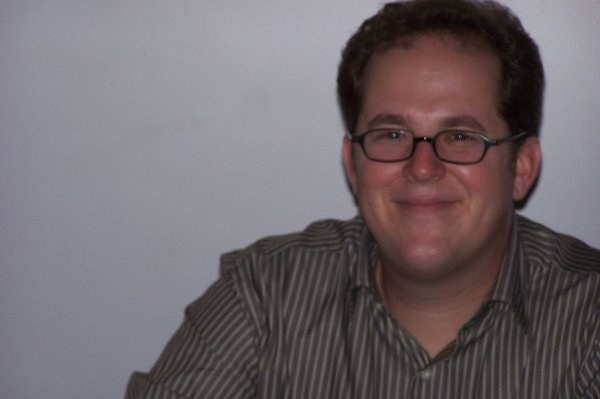
David Berman (* 1973)

- Berman, David S. (* 1940), US-amerikanischer Wirbeltier-Paläontologe
- Berman, Esmé (1929–2017), südafrikanische Kunsthistorikerin
- Berman, Eugene (1899–1972), russisch-US-amerikanischer surrealistischer Maler
- Berman, Gail (* 1956), US-amerikanische Fernsehproduzentin
- Berman, Hans, deutscher Ofenbauer, Keramiker und Formenschneider
- Berman, Harold J. (1918–2007), US-amerikanischer Rechtshistoriker und Rechtsphilosoph
- Berman, Harry (1902–1944), US-amerikanischer Mineraloge
- Berman, Helen (* 1936), niederländisch-israelische Künstlerin
- Berman, Helen M. (* 1943), US-amerikanische Strukturbiologin
- Berman, Henry (1914–1979), US-amerikanischer Filmeditor
- Berman, Howard (* 1941), amerikanischer Politiker (Demokratische Partei)
- Berman, Jakub (1901–1984), polnischer stalinistischer Politiker
- Berman, John (* 1972), amerikanischer Fernsehjournalist
- Berman, Josh (* 1972), US-amerikanischer Jazzmusiker (Kornett, Trompete)
- Berman, Julie (* 1983), US-amerikanische Schauspielerin
- Berman, Karel (1919–1995), tschechischer Opernsänger (Bass) und Komponist jüdischer Abstammung
- Berman, Lasar Naumowitsch (1930–2005), russischer Pianist
- Berman, Laura (* 1959), US-amerikanische Intendantin und Dramaturgin
- Berman, Lyle (* 1941), US-amerikanischer Pokerspieler und Unternehmer
- Berman, Marshall (1940–2013), US-amerikanischer Philosoph und Autor
- Berman, Matwei Dawydowitsch (1889–1939), sowjetischer Geheimdienstmitarbeiter
- Berman, Melvin (1929–2008), amerikanisch-kanadischer Oboist, Komponist und Musikpädagoge
- Berman, Mona, US-amerikanische Künstlerin, Kunsthändlerin, Kuratorin und Kunstpädagogin
- Berman, Monty (1912–2006), britischer Regisseur, Film- und Fernsehproduzent
- Berman, Morris (* 1944), US-amerikanischer Essayist und Kulturkritiker
- Berman, Nina, US-amerikanische Literaturwissenschaftlerin
- Berman, Otto (1889–1935), Mafioso in New York, Angehöriger der Gang von Dutch Schultz
- Berman, Pandro S. (1905–1996), US-amerikanischer Filmproduzent
- Berman, Patricia G. (* 1956), US-amerikanische Kunsthistorikerin und Museumskuratorin
- Berman, Rick (* 1945), US-amerikanischer Fernsehproduzent und Drehbuchautor
- Berman, Sabina (* 1955), mexikanische Schriftstellerin
- Berman, Sapir (* 1994), israelische Fußballschiedsrichterin
- Berman, Shari Springer (* 1963), US-amerikanische Filmregisseurin, Drehbuchautorin
- Berman, Shelley (1925–2017), US-amerikanischer Schauspieler und KomikerShelley Berman (1925–2017)

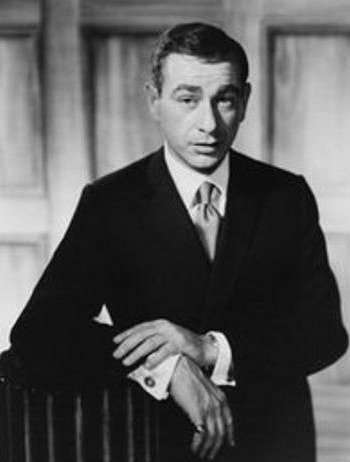
Shelley Berman (1925–2017)

- Berman, Sheri (* 1965), US-amerikanische Politologin und Hochschullehrerin
- Berman, Sonny (1925–1947), US-amerikanischer Jazz-Trompeter
- Berman, Thijs (* 1957), niederländischer Politiker (PvdA), MdEP
- Berman, Yitzhak (1913–2013), israelischer Politiker
- Bermange, Barry (* 1933), britischer Theater-, Fernseh- und Hörspielautor
- Bermann Fischer, Brigitte (1905–1991), deutsche Verlegerin, Schriftsetzerin und Kalligraphin
- Bermann Fischer, Gottfried (1897–1995), deutscher Verleger
- Bermann, Cipri Adolf (1862–1942), deutscher Bildhauer
- Bermann, Emil (1869–1935), Landtagsabgeordneter Waldeck
- Bermann, Julius (1868–1943), österreichischer Gewerkschafter und sozialdemokratischer Gemeinderat in Wien
- Bermann, Richard (1941–2025), Vorstandsvorsitzender der Synagogengemeinde Saar und Mitglied des Direktorium des Zentralrats der Juden in Deutschland
- Bermann, Richard Arnold (1883–1939), österreichischer Journalist und Schriftsteller
- Bermann, Sylvie-Agnès (* 1953), französische Diplomatin
- Bermar, Luc (1913–1999), belgischer Comicautor und Schriftsteller

### Bermb
- Bermbach, Adolph (1821–1875), Abgeordneter der Frankfurter Nationalversammlung
- Bermbach, Gregor (* 1981), deutscher Bobsportler
- Bermbach, Peter (* 1931), deutscher Kulturjournalist und FilmemacherPeter Bermbach (* 1931)

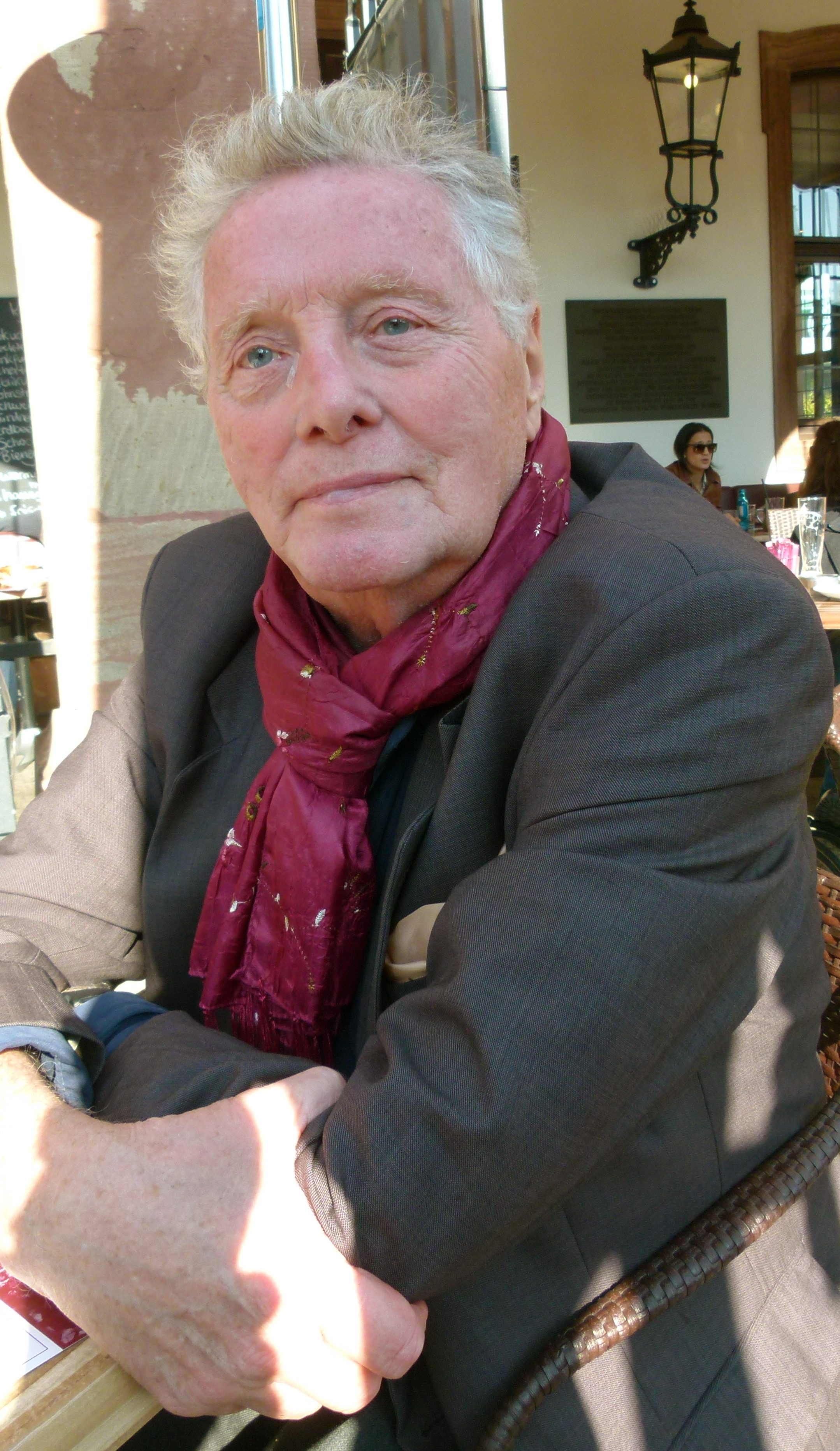
Peter Bermbach (* 1931)

- Bermbach, Udo (1938–2024), deutscher Politikwissenschaftler, Professor an der Universität Hamburg

### Berme
- Bermejo, Bartolomé, spanischer Maler
- Bermejo, Ricardo (1900–1957), chilenischer Radrennfahrer
- Bermejo, Segismundo (1832–1899), spanischer Marine-Minister während des Spanisch-Amerikanischen Krieges
- Bermel, Gustav (1927–1944), deutscher Widerstandskämpfer gegen den Nationalsozialismus
- Bermel, Leo (1932–1986), deutscher Journalist
- Bermel, Peter (* 1967), deutscher Schwimmer
- Bermel, Peter F. (1927–2017), US-amerikanischer Kartograf und Topografieingenieur
- Bermes, Christian (* 1968), deutscher Philosoph und Hochschullehrer

### Bermi
- Bermingham, Joseph (1919–1995), irischer Politiker (Labour Party)

### Bermo
- Bermondt-Awaloff, Pawel Michailowitsch (1877–1974), russischer Offizier und Befehlshaber der Westrussischen Befreiungsarmee
- Bermoser, Martin (* 1978), österreichischer Schauspieler und Sänger im Theater, Film und Fernsehen
- Bermoy, Yanet (* 1987), kubanische Judoka

### Bermp
- Bermpohl, Adolph (1833–1887), deutscher Navigationslehrer, DGzRS-GründerAdolph Bermpohl (1833–1887)

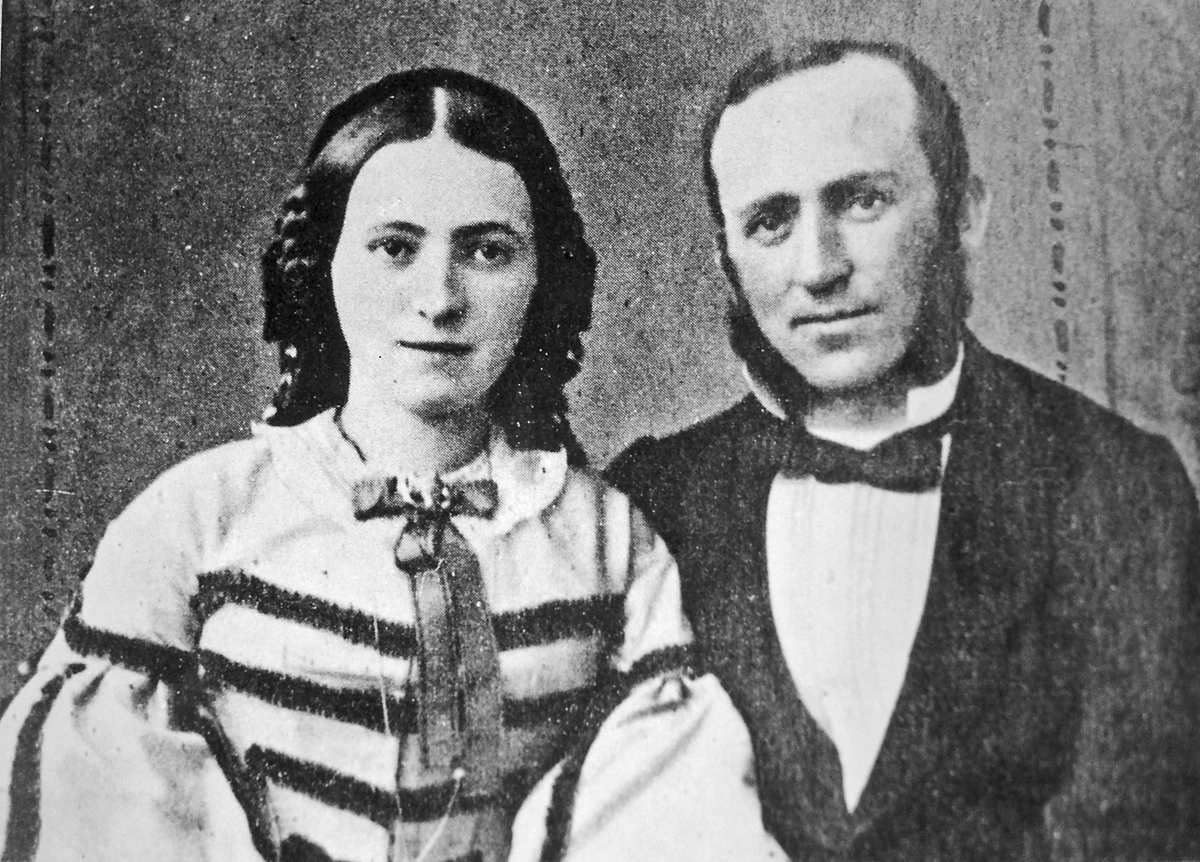
Adolph Bermpohl (1833–1887)

### Bermu
- Bermudes, Cesina (1908–2001), portugiesische Ärztin, Geburtshelferin und Feministin
- Bermudes, Félix (1874–1960), portugiesischer Bühnenautor und Sportschütze
- Bermudes, Johannes († 1570), portugiesischer Militärarzt und Pseudo-Patriarch von Äthiopien
- Bermúdez Castillo, Gabriel (1934–2019), spanischer Science-Fiction-Autor
- Bermúdez de Castro, José María (* 1952), spanischer Paläoanthropologe
- Bermúdez Silva, Jesús (1884–1969), kolumbianischer Komponist
- Bermúdez Villamizar, Pedro Nicolás (1929–2022), venezolanischer Ordensgeistlicher, römisch-katholischer Weihbischof in Caracas
- Bermúdez, Alexander (* 1974), kolumbianischer Politiker, Abgeordneter
- Bermúdez, Carlos (1918–1993), argentinischer Tangosänger
- Bermúdez, Christian (* 1987), mexikanischer Fußballspieler
- Bermúdez, David Galván (1881–1915), mexikanischer römisch-katholischer Priester, Märtyrer
- Bermúdez, Desire (* 1990), costa-ricanische Leichtathletin
- Bermúdez, Eduard (* 1984), venezolanischer Boxer
- Bermúdez, Emiliano (* 1997), uruguayischer Fußballspieler
- Bermúdez, Enrique (1932–1991), nicaraguanischer Berufsoffizier der Guardia Nacional de Nicaragua (GN)
- Bermúdez, Genaro (* 1950), mexikanischer Fußballspieler
- Bermúdez, Jaime (* 1966), kolumbianischer Diplomat und Politiker
- Bermúdez, Jesús (1902–1945), bolivianischer Fußballspieler
- Bermúdez, Jorge (* 1971), kolumbianischer Fußballspieler
- Bermúdez, José Francisco (1782–1831), venezolanischer General
- Bermúdez, Juan de, spanischer Schriftsteller
- Bermudez, Julissa (* 1983), US-amerikanische Schauspielerin und Moderatorin
- Bermúdez, Karol (* 1941), kolumbianischer Pianist
- Bermúdez, Lucho (1912–1994), kolumbianischer Komponist
- Bermúdez, Manuel (1913–1978), spanischer Komiker und Schauspieler
- Bermúdez, Manuel (* 1997), spanischer Geher
- Bermúdez, Martín (* 1958), mexikanischer Geher
- Bermúdez, Pedro (1558–1605), spanischer Komponist von polyphonen Chorwerken für die katholische Liturgie
- Bermúdez, Sonia (* 1984), spanische Fußballspielerin
- Bermúdez, Violeta (* 1961), peruanische Juristin, Schriftstellerin und Diplomatin
- Bermudo I., König von Asturien (788–791)
- Bermudo II. (956–999), König von León
- Bermudo III. (1017–1037), König von León
- Bermudo, Juan, spanischer Musiktheoretiker und Komponist der Renaissance
- Bermühler, Hans (* 1885), deutscher Fußballspieler
- Bermuth, Matthäus Johann (1796–1859), deutscher Jurist und Politiker

### Bermy
- Bermyn, Alfonso (1853–1915), belgischer Ordensgeistlicher